# Pokrzywnica (dopływ Trojanówki)
Pokrzywnica – rzeka na Wysoczyźnie Kaliskiej, lewy dopływ Trojanówki, wypływa w Pokrzywniakach, uchodzi na południowy wschód od wsi Trojanów.
Niektóre publikacje klasyfikują Pokrzywnicę jako dopływ Prosny i recypienta Trojanówki. Komisja Nazw Miejscowości i Obiektów Fizjograficznych określiła jednak Pokrzywnicę jako dopływ Trojanówki.
Według badań przeprowadzonych w 2006 Pokrzywnica miała wody IV klasy czystości.